# Cúp bóng đá Nam Mỹ 2004
Cúp bóng đá Nam Mỹ 2004 là Cúp bóng đá Nam Mỹ lần thứ 41, diễn ra ở Peru từ 6 đến 25 tháng 7 năm 2004. Giải đấu có 12 đội tuyển tham gia, trong đó México và Costa Rica là những đội khách mời từ CONCACAF, chia làm 3 bảng 4 đội để chọn ra 2 đội đứng đầu bảng và đội đứng thứ ba xuất sắc nhất lọt vào vòng trong. Brasil giành chức vô địch lần thứ bảy sau khi vượt qua Argentina ở trận chung kết.

## Địa điểm
| Lima                       | Cuzco                                       | Arequipa                                    |
| -------------------------- | ------------------------------------------- | ------------------------------------------- |
| Sân vận động Quốc gia      | Sân vận động Garcilaso                      | Sân vận động Arequipa                       |
| Sức chứa: 45.574           | Sức chứa: 45.056                            | Sức chứa: 40.000                            |
|                            |                                             |                                             |
| Piura                      | ArequipaChiclayoCuzcoLimaPiuraTacnaTrujillo | ArequipaChiclayoCuzcoLimaPiuraTacnaTrujillo |
| Sân vận động Miguel Grau   | ArequipaChiclayoCuzcoLimaPiuraTacnaTrujillo | ArequipaChiclayoCuzcoLimaPiuraTacnaTrujillo |
| Sức chứa: 26.550           | ArequipaChiclayoCuzcoLimaPiuraTacnaTrujillo | ArequipaChiclayoCuzcoLimaPiuraTacnaTrujillo |
|                            | ArequipaChiclayoCuzcoLimaPiuraTacnaTrujillo | ArequipaChiclayoCuzcoLimaPiuraTacnaTrujillo |
| Tacna                      | Chiclayo                                    | Trujillo                                    |
| Sân vận động Jorge Basadre | Sân vận động Elías Aguirre                  | Sân vận động Mansiche                       |
| Sức chứa: 25.850           | Sức chứa: 25.000                            | Sức chứa: 25.000                            |
|                            |                                             |                                             |

## Trọng tài
| - Héctor Baldassi - René Ortube - Márcio Rezende de Freitas - Rubén Selman - Óscar Ruiz - William Mattus | - Pedro Ramos - Marco Antonio Rodríguez - Carlos Amarilla - Eduardo Lecca - Gilberto Hidalgo - Gustavo Brand |

## Vòng bảng

### Bảng A
| Đội       | Pld | W | D | L | GF | GA | GD | Pts |
| --------- | --- | - | - | - | -- | -- | -- | --- |
| Colombia  | 3   | 2 | 1 | 0 | 4  | 2  | +2 | 7   |
| Perú      | 3   | 1 | 2 | 0 | 7  | 5  | +2 | 5   |
| Bolivia   | 3   | 0 | 2 | 1 | 3  | 4  | −1 | 2   |
| Venezuela | 3   | 0 | 1 | 2 | 2  | 5  | −3 | 1   |

| Venezuela | 0–1 | Colombia           |
| --------- | --- | ------------------ |
|           |     | Moreno 21' (ph.đ.) |

| Perú                               | 2–2 | Bolivia                  |
| ---------------------------------- | --- | ------------------------ |
| Pizarro 67' (ph.đ.) · Palacios 86' |     | Botero 35' · Álvarez 57' |

| Colombia  | 1–0 | Bolivia |
| --------- | --- | ------- |
| Perea 90' |     |         |

| Perú                                   | 3–1 | Venezuela     |
| -------------------------------------- | --- | ------------- |
| Farfán 34' · Solano 61' · Acasiete 72' |     | Margiotta 74' |

| Venezuela | 1–1 | Bolivia     |
| --------- | --- | ----------- |
| Morán 27' |     | Galindo 33' |

| Perú                     | 2–2 | Colombia                |
| ------------------------ | --- | ----------------------- |
| Solano 58' · Maestri 60' |     | Congo 33' · Aguilar 53' |

### Bảng B
| Đội       | Pld | W | D | L | GF | GA | GD | Pts |
| --------- | --- | - | - | - | -- | -- | -- | --- |
| México    | 3   | 2 | 1 | 0 | 5  | 3  | +2 | 7   |
| Argentina | 3   | 2 | 0 | 1 | 10 | 4  | +6 | 6   |
| Uruguay   | 3   | 1 | 1 | 1 | 6  | 7  | −1 | 4   |
| Ecuador   | 3   | 0 | 0 | 3 | 3  | 10 | −7 | 0   |

| México                 | 2–2 | Uruguay                 |
| ---------------------- | --- | ----------------------- |
| Osorio 45' · Pardo 69' |     | Bueno 43' · Montero 88' |

| Argentina                                                                           | 6–1 | Ecuador     |
| ----------------------------------------------------------------------------------- | --- | ----------- |
| K. González 5' (ph.đ.) · Saviola 64', 75', 79' · D'Alessandro 84' · L. González 90' |     | Delgado 62' |

| Uruguay                | 2–1 | Ecuador   |
| ---------------------- | --- | --------- |
| Forlán 61' · Bueno 78' |     | Salas 73' |

| Argentina | 0–1 | México     |
| --------- | --- | ---------- |
|           |     | Morales 8' |

| México                                | 2–1 | Ecuador     |
| ------------------------------------- | --- | ----------- |
| Altamirano 23' (ph.đ.) · Bautista 42' |     | Delgado 71' |

| Argentina                                       | 4–2 | Uruguay                     |
| ----------------------------------------------- | --- | --------------------------- |
| K. González 19' · Figueroa 20', 89' · Ayala 80' |     | Estoyanoff 7' · Sánchez 38' |

### Bảng C
| Đội        | Pld | W | D | L | GF | GA | GD | Pts |
| ---------- | --- | - | - | - | -- | -- | -- | --- |
| Paraguay   | 3   | 2 | 1 | 0 | 4  | 2  | +2 | 7   |
| Brasil     | 3   | 2 | 0 | 1 | 6  | 3  | +3 | 6   |
| Costa Rica | 3   | 1 | 0 | 2 | 3  | 6  | −3 | 3   |
| Chile      | 3   | 0 | 1 | 2 | 2  | 4  | −2 | 1   |

| Costa Rica | 0–1 | Paraguay               |
| ---------- | --- | ---------------------- |
|            |     | Dos Santos 85' (ph.đ.) |

| Brasil           | 1–0 | Chile |
| ---------------- | --- | ----- |
| Luís Fabiano 90' |     |       |

| Brasil                           | 4–1 | Costa Rica |
| -------------------------------- | --- | ---------- |
| Adriano 45', 54', 67' · Juan 49' |     | Marín 81'  |

| Paraguay      | 1–1 | Chile        |
| ------------- | --- | ------------ |
| Cristaldo 78' |     | González 71' |

| Costa Rica              | 2–1 | Chile      |
| ----------------------- | --- | ---------- |
| Wright 60' · Herrón 90' |     | Olarra 40' |

| Brasil           | 1–2 | Paraguay                   |
| ---------------- | --- | -------------------------- |
| Luís Fabiano 35' |     | González 29' · Bareiro 71' |

### Thứ tự các đội xếp thứ ba
| Bảng | Đội        | Pld | W | D | L | GF | GA | GD | Pts |
| ---- | ---------- | --- | - | - | - | -- | -- | -- | --- |
| B    | Uruguay    | 3   | 1 | 1 | 1 | 6  | 7  | −1 | 4   |
| C    | Costa Rica | 3   | 1 | 0 | 2 | 3  | 6  | −3 | 3   |
| A    | Bolivia    | 3   | 0 | 2 | 1 | 3  | 4  | −1 | 2   |

## Vòng đấu loại trực tiếp
|  | Tứ kết                      | Tứ kết            |                    |       | Bán kết       | Bán kết       |  |  | Chung kết | Chung kết |
|  |                             |                   |                    |       |               |               |  |  |           |           |
|  | 17 tháng 7 - Chiclayo       |                   |                    |       |               |               |  |  |           |           |
|  |                             |                   |                    |       |               |               |  |  |           |           |
|  | Perú                        | 0                 |                    |       |               |               |  |  |           |           |
|  | Perú                        | 0                 | 20 tháng 7 - Lima  |       |               |               |  |  |           |           |
|  | Argentina                   | 1                 |                    |       |               |               |  |  |           |           |
|  | Argentina                   | 1                 | Argentina          | 3     |               |               |  |  |           |           |
|  | 17 tháng 7 - Trujillo, Peru |                   | Argentina          | 3     |               |               |  |  |           |           |
|  |                             | Colombia          | 0                  |       |               |               |  |  |           |           |
|  | Colombia                    | Colombia          | 0                  | 2     |               |               |  |  |           |           |
|  | Colombia                    |                   | 25 tháng 7 - Lima  | 2     |               |               |  |  |           |           |
|  | Costa Rica                  | 0                 |                    |       |               |               |  |  |           |           |
|  | Costa Rica                  | 0                 | Argentina          | 2 (2) |               |               |  |  |           |           |
|  | 18 tháng 7 - Tacna          |                   | Argentina          | 2 (2) |               |               |  |  |           |           |
|  |                             | Brasil (pen.)     | 2 (4)              |       |               |               |  |  |           |           |
|  | Paraguay                    | Brasil (pen.)     | 2 (4)              | 1     |               |               |  |  |           |           |
|  | Paraguay                    | 21 tháng 7 - Lima |                    | 1     |               |               |  |  |           |           |
|  | Uruguay                     | 3                 |                    |       |               |               |  |  |           |           |
|  | Uruguay                     | 3                 | Uruguay            | 1 (3) |               |               |  |  |           |           |
|  | 18 tháng 7 - Piura          |                   | Uruguay            | 1 (3) |               |               |  |  |           |           |
|  |                             | Brasil (pen.)     | 1 (5)              |       | Tranh hạng ba | Tranh hạng ba |  |  |           |           |
|  | México                      | Brasil (pen.)     | 1 (5)              | 0     | Tranh hạng ba | Tranh hạng ba |  |  |           |           |
|  | México                      |                   | 24 tháng 7 - Cuzco | 0     |               |               |  |  |           |           |
|  | Brasil                      | 4                 |                    |       |               |               |  |  |           |           |
|  | Brasil                      | 4                 | Colombia           | 1     |               |               |  |  |           |           |
|  |                             |                   |                    |       |               |               |  |  |           |           |
|  | Uruguay                     | 2                 |                    |       |               |               |  |  |           |           |
|  | Uruguay                     | 2                 |                    |       |               |               |  |  |           |           |

### Tứ kết
| Perú | 0–1 | Argentina |
| ---- | --- | --------- |
|      |     | Tevez 60' |

| Colombia                 | 2–0 | Costa Rica |
| ------------------------ | --- | ---------- |
| Aguilar 41' · Moreno 45' |     |            |

| Paraguay    | 1–3 | Uruguay                            |
| ----------- | --- | ---------------------------------- |
| Gamarra 15' |     | Bueno 40' (ph.đ.) · Silva 65', 88' |

| México | 0–4 | Brasil                                             |
| ------ | --- | -------------------------------------------------- |
|        |     | Alex 26' (ph.đ.) · Adriano 65', 78' · Oliveira 87' |

### Bán kết
| Argentina                               | 3–0 | Colombia |
| --------------------------------------- | --- | -------- |
| Tevez 33' · L. González 50' · Sorín 80' |     |          |

| Uruguay                         | 1–1 | Brasil                                          |
| ------------------------------- | --- | ----------------------------------------------- |
| Sosa 22'                        |     | Adriano 46'                                     |
| Loạt sút luân lưu               |     |                                                 |
| Silva · Viera · Pouso · Sánchez | 3–5 | Luisão · Luís Fabiano · Adriano · Renato · Alex |

### Tranh hạng ba
| Colombia            | 1–2 | Uruguay                     |
| ------------------- | --- | --------------------------- |
| Herrera 70' (ph.đ.) |     | Estoyanoff 2' · Sánchez 80' |

### Chung kết
| Argentina                                   | 2–2 | Brasil                       |
| ------------------------------------------- | --- | ---------------------------- |
| K. González 20' (ph.đ.) · Delgado 87'       |     | Luisão 45' · Adriano 90+3'   |
| Loạt sút luân lưu                           |     |                              |
| D'Alessandro · Heinze · K. González · Sorín | 2–4 | Adriano · Edu · Diego · Juan |

### Vô địch
| Vô địch Copa América 2004 Brasil Lần thứ bảy |

## Danh sách cầu thủ ghi bàn
7 bàn
- Adriano

3 bàn
- Kily González
- Javier Saviola
- Carlos Bueno

2 bàn
- Luciano Figueroa
- Lucho González
- Carlos Tevez
- Abel Aguilar
- Tressor Moreno
- Luís Fabiano
- Agustín Delgado
- Nolberto Solano
- Fabian Estoyanoff
- Vicente Sánchez
- Darío Silva

 
|
1 bàn
- Roberto Ayala
- Andrés D'Alessandro
- César Delgado
- Juan Pablo Sorín
- Lorgio Álvarez
- Joaquín Botero
- Gonzalo Galindo
- Alex
- Juan
- Luisão
- Ricardo Oliveira
- Sebastián González
- Rafael Olarra
- Edwin Congo
- Sergio Herrera
- Edixon Perea
- Andy Herrón
- Luis Marín
- Mauricio Wright
- Franklin Salas

 
|
- Héctor Altamirano
- Adolfo Bautista
- Ramón Morales
- Ricardo Osorio
- Pável Pardo
- Fredy Barreiro
- Ernesto Cristaldo
- Julio dos Santos
- Carlos Gamarra
- Julio González
- Santiago Acasiete
- Jefferson Farfán
- Flavio Maestri
- Roberto Palacios
- Claudio Pizarro
- Diego Forlán
- Paolo Montero
- Marcelo Sosa
- Massimo Margiotta
- Ruberth Morán

|}

## Bảng xếp hạng giải đấu
| Pos                 | Đội        | Pld | W | D | L | GF | GA | GD  | Pts |
| ------------------- | ---------- | --- | - | - | - | -- | -- | --- | --- |
| 1                   | Brasil     | 6   | 3 | 2 | 1 | 13 | 6  | +7  | 11  |
| 2                   | Argentina  | 6   | 4 | 1 | 1 | 16 | 6  | +10 | 13  |
| 3                   | Uruguay    | 6   | 3 | 2 | 1 | 12 | 10 | +2  | 11  |
| 4                   | Colombia   | 6   | 3 | 1 | 2 | 7  | 7  | 0   | 10  |
| Bị loại ở tứ kết    |            |     |   |   |   |    |    |     |     |
| 5                   | Paraguay   | 4   | 2 | 1 | 1 | 5  | 5  | 0   | 7   |
| 6                   | México     | 4   | 2 | 1 | 1 | 5  | 7  | −2  | 7   |
| 7                   | Perú       | 4   | 1 | 2 | 1 | 7  | 6  | +1  | 5   |
| 8                   | Costa Rica | 4   | 1 | 0 | 3 | 3  | 8  | −5  | 3   |
| Bị loại ở vòng bảng |            |     |   |   |   |    |    |     |     |
| 9                   | Bolivia    | 3   | 0 | 2 | 1 | 3  | 4  | −1  | 2   |
| 10                  | Chile      | 3   | 0 | 1 | 2 | 2  | 4  | −2  | 1   |
| 11                  | Venezuela  | 3   | 0 | 1 | 2 | 2  | 5  | −3  | 1   |
| 12                  | Ecuador    | 3   | 0 | 0 | 3 | 3  | 10 | −7  | 0   |

## Bài hát chính thức
Bài hát chính thức của giải là Stuck thể hiện bởi ca sĩ người Mỹ Stacie Orrico.